# Édgar de León
Édgar Francisco de León Cruz (Santurce, 2 novembre 1964) è un ex cestista portoricano, professionista in Europa e in Sudamerica.
È il fratello di Francisco de León.

## Carriera
Con Porto Rico ha disputato due edizioni dei Giochi olimpici (Seul 1988, Barcellona 1992), quattro dei Campionati mondiali (1986, 1990, 1994, 1998) e quattro dei Campionati americani (1988, 1992, 1993, 1997).